# SZVD
Az SZVD vagy Dragunov-mesterlövészpuska (oroszul: Снайперская винтовка Драгунова [Sznajperszkaja vintovka Dragunova], rövidítve SZVD), egy gázelvételes, forgózáras reteszelésű fegyver, amit Jevgenyij Dragunov tervezett a Szovjetunióban 1958 és 1963 között. Az SZVD volt a világ első, kifejezetten erre a célra épített puskája, és nagyon elterjedt (jó néhány változatával együtt) a Varsói Szerződés országaiban. A fegyver félautomata, csak egyeslövésre képes. A fegyver SZVD–63 típusnéven is ismert, ahol a szám a rendszeresítés évére utal. Az SZVD azonban nem tartozik a klasszikus mesterlövész fegyverek közé, ezért gyakran katonai távcsöves puskának is nevezik.

## Története

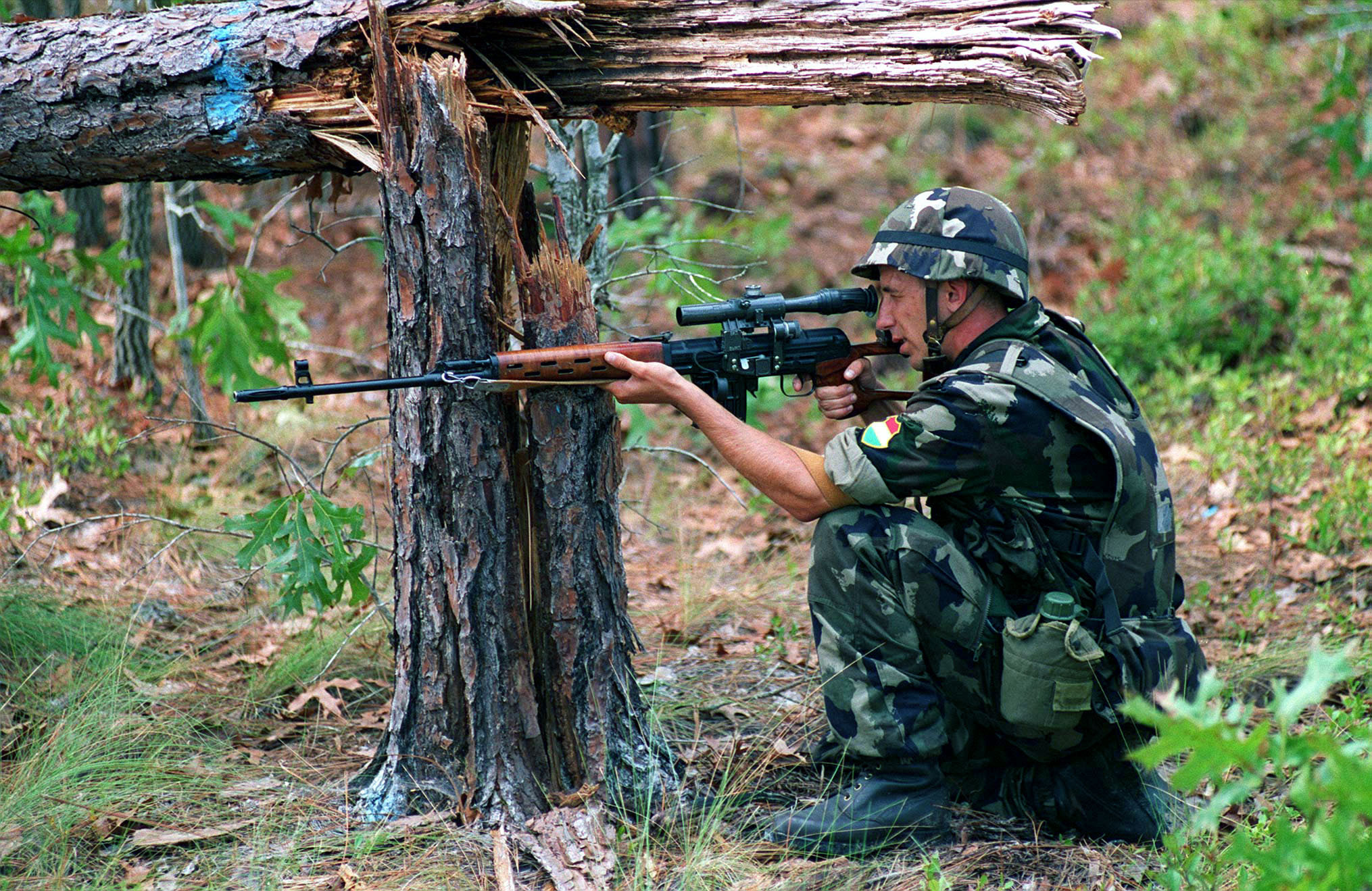
Magyar katona SZVD távcsövespuskával

Dragunov a már elavulttá váló Moszin–Nagant-puskák leváltására kiírt pályázat elnyerését követően 1958-ban kapott megbízást egy mesterlövész célú puska kifejlesztésére. A fegyverrel szembeni alapvető követelmény a mesterlövész puskákra jellemző „egy lövés – egy találat” elv helyett a harci körülmények között egymás után gyorsan leadható pontos célzott lövések lehetősége volt. A fegyver első prototípusa 1959-ben készült el SZSZV–58 jelzéssel. Az SZVD-t 1963-ban rendszeresítették a szovjet hadseregben, majd megjelent a Varsói Szerződés többi tagállamának fegyverzetében is, ahol a gépesített lövész alegységek szakasz szintű támogató fegyvere volt.

## Lőszer és ballisztika
Az SZVD a cári időkből származó 7,62×54 mm R lőszert használja. A lőszer jelzésében az „R” betű a „Rimmed” (peremes) szóra utal. Habár a fegyverhez használható a Moszin–Nagant puskához készült eredeti M1891/31 7,62 mm-es lőszer is, az SZVD-hez a fegyver tervezésével párhuzamosan Viktor Szabelnyikov elkészítette a ballisztikailag jobb lövedékkel szerelt, pontosabb tüzelést biztosító 7N1 jelű acélköpenyes, acélmagvas lőszert. A 7N1 helyett 1999-től a 7N14 jelzésű lőszert használják az SZVD-hez, amely elődjéhez képest hegyesebb lövedékkel készül.
Habár az SZVD még 1000 m-en túl is halálos, hatásosan csak 600 m-ig alkalmazható. Ezen a lőtávolságon a lövedék szórása 2 szögpercen belül marad, de nem éri el a mesterlövész fegyverektől elvárt 1 szögperc értékű szórást. A fegyver nagyobb távolságokon a félautomata működéséből adódóan (a fegyverben mozgó nagy tömegű zár miatt) már pontatlanabb. A pontosság speciális lőszerek alkalmazásával növelhető.

## Tartozékok

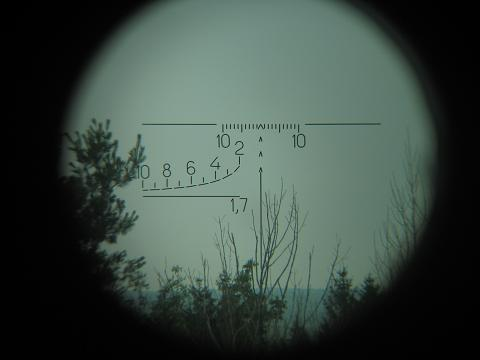
PSZO–1 céltávcső képe

Az SZVD szabványos tartozéka a PSZO–1 optikai irányzék (4-szeres nagyítással, 24 mm-es tárgylencsével), passzív infravörös szűrővel, parallaxisállítási lehetőség azonban nincs. A távcső szálkeresztje az éjszakai használathoz megvilágítható, ehhez egy kis 3 V-os akkumulátor szolgáltatja az elektromos energiát. A szálkereszt mellett egy 170 cm magasságú céltárgyra kalibrált távolságmérő skála is található. A tervezése idején a PSZO–1 irányzék egyike volt a legfejlettebb konstrukcióknak, melyeket valaha hadrendbe állítottak. Ma már elavultnak számít, a gyártás minősége sem megfelelő, gyakori hibája, hogy mozog benne a szálkeresztet tartalmazó tárgylemez. A fegyverhez az NSZPUM éjszakai irányzék használható, de több más hagyományos irányzékot is gyártottak a fegyverhez. Az irányzék meghibásodása esetére a puska néhány verzióját nyílt irányzékkal is ellátták. Szintén az SZVD tartozékai az AKM-hez is használt szurony, az arctámasz, a heveder, a tártartó erszény, valamint az alapvető tisztító és karbantartó eszközök.

## Harci alkalmazás
- Vietnám
- Libanon
- Afganisztán
- Desert Storm hadművelet
- Iraqi Freedom hadművelet
- Csecsenföld

## Magyarországi alkalmazás
Magyarországon a Magyar Néphadseregnél (MN) és a Rendőrség speciális egységeinél rendszeresítették a Dragunov mesterlövész puskát. Az MN gépesített lövész alakulatainál szakaszonként egy-egy mesterlövész volt SZVD-vel felszerelve, rendszerint a szakaszparancsnoki járműben. Az SZVD napjainkban is rendszerben áll mind a Magyar Honvédségnél, mind a Rendőrségnél. Alkalmazása azonban egyre inkább háttérbe szorul, speciális feladatokra a helyét valódi mesterlövészpuskák veszik át. A Magyar Honvédségben az SZVD-t továbbra is mint raj vagy szakasz szintű támogatófegyvert alkalmazzák.

## Típusváltozatok

### Szovjetunió

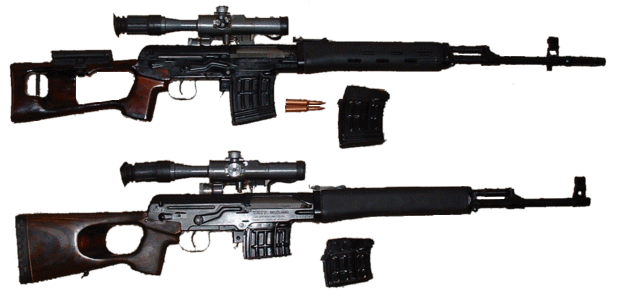
Két Dragunov, melyet Tigr-ként importáltak az USA-ba. A felső arctámasszal, két 10-töltényes tárral és lángrejtővel látható. Az alsó fegyvert vadászfegyvernek adták el. Két 5-töltényes tárral rendelkezik, de hiányzik az arctámasz és a lángrejtő. Mindkettőnek fatusája van.

- SZVDSZ – Az SZVD behajtható válltámasszal készült változata. Tömege 4,68 kg, hossza kihajtott válltámasszal 1135 mm, behajtott válltámasszal 875 mm. Az SZVD fa alkatrészeit műanyagra cserélték. (SZVDSZ–D jelzéssel, 590 mm hosszúságú csővel készült egy még rövidebb változat, de ezt sorozatban nem gyártották.)
- SZVU és SZVU–A – Az SZVD-n alapuló bullpup kialakítású fegyver. Az SZVU–A sorozatlövésre is alkalmas.
- TSZV–1 (oroszul: ТСВ – Тренировочная снайперская винтовка) .22LR (5,6 mm-es) lőszert használó gyakorló változat.
- Tiger – (oroszul: Тигр, Tigr) az SZVD civil verziója

### Kínai Népköztársaság
Hazai katonai használatra:
- Typ 79
- Typ 85

Exportra:
- Norinco NDM–86

### Lengyelország
- SWD–M – Modernizált verzió, nehezebb csővel, csatlakoztatható kétágú villaállvánnyal és PCO LD–6×42 típusú optikai irányzékkal
- Radom

## Modernizáció
A nyolcvanas években Dragunov az afganisztáni háború tapasztalatai alapján továbbfejlesztette a fegyvert. Az SZVDSZ visszahajtható fém tusával rendelkezik, a rövidebb fegyver előnyösebben használható az ejtőernyős és gépesített lövész egységeknek. Az SZVDSZ-en nincs csatlakozási hely a szurony számára. Manapság az SZVD-k tokja műanyagból készül, ezáltal csökken a tömeg és az előállítási költség, és ergonómialiag jobb kialakítás érhető el.

## Külső hivatkozások
- Termékismertető a fegyverről a gyártó Izsmas honlapján
- Dragunov.net
- Modern Firearms – SZVD